# Vương Dĩnh
Vương Dĩnh (tiếng Trung: 王郢; bính âm: Wáng Yǐng, ? - 877) là một phản tướng của nhà Đường. Từ năm 875 đến năm 877, ông tiến quân cướp phá các khu vực nay thuộc Chiết Giang và Phúc Kiến.

## Nguyên nhân nổi dậy
Năm 875, Vương Dĩnh đang giữ chức Lang Sơn trấn át sứ, phụng sự dưới quyền Trấn Hải tiết độ sứ Triệu Ẩn. Vào năm này, ông cùng 68 người khác lập được chiến công, song Triệu Ẩn chỉ trao cho họ chức danh mà không ban thưởng vật chất. Khi Vương Dĩnh và những người khác lên tiếng đòi hỏi song không được chấp thuận, họ tiến hành binh biến và tôn Vương Dĩnh làm thủ lĩnh, đoạt lấy kho binh và cướp phá các khu vực lân cận, nhanh chóng tập hợp được gần một vạn người. Quân của Vương Dĩnh đánh chiếm Tô châu và Thường châu, và còn thiết lập một hạm đội, cho phép họ có thể xuôi ngược Trường Giang cũng như trên vùng biển gần. Quân của Vương Dĩnh có thể dễ dàng cướp phá các trấn: Trấn Hải, Trấn Đông, và Phúc Kiến.

## Các chiến dịch của Vương Dĩnh
Năm 876, Đường Hy Tông bổ nhiệm Cao Kiệt (高傑) làm 'Tả kiêu vệ tướng quân', đem một đội thủy quân tiến công Vương Dĩnh. Tuy nhiên, sau đó Vương Dĩnh thương lượng với Ôn châu  thứ sứ Lỗ Thật (魯寔) để thỉnh hàng. Lỗ Thật thượng tấu triều đình Đường, triều đình Đường thoạt đầu chấp thuận, song trong chiếu thư lệnh cho Vương Dĩnh phải đến Trường An trước khi có thể được phong quan. Vương Dĩnh không lập tức từ chối yêu cầu này, song cố gắng trì hoãn việc khởi hành trong nửa năm. Sau đó, Vương Dĩnh thỉnh cầu được sách phong là Vọng Hải trấn sứ. Triều đình Đường từ chối thỉnh cầu này, thay vào đó chỉ hứa phong cho Vương Dĩnh là 'hữu soái phủ soái', và nói thêm rằng Vương Dĩnh được phép giữ lại toàn bộ số châu báu mà ông từng cướp được.
Vào mùa xuân năm 877, Vương Dĩnh dụ Lỗ Thật lên thuyền của mình rồi bắt giữ, tướng sĩ đi theo Lỗ Thật đều chạy trốn. Khi hay tin Lỗ Thật bị bắt, triều đình Đường bổ nhiệm 'Hữu long vũ đại tướng quân' Tống Hạo (宋皓) làm Giang Nam chư đạo chiêu thảo sứ, suất 15.000 quân tiến đánh Vương Dĩnh. Trong khi đó, Vương Dĩnh chiếm được Vọng Hải, sau đó cướp phá Minh châu và Thai châu. Vương Dĩnh chiếm cứ Thai châu, buộc Thai châu thứ sứ Vương Bảo (王葆) phải rút đến Đường Hưng . Đáp lại, Đường Hy Tông lệnh cho các quân Trấn Hải, Chiết Đông và Phúc Kiến đóng góp tàu cho chiến dịch chống Vương Dĩnh.

## Qua đời
Khi Vương Dĩnh trở lại Trấn Hải để cướp phá, Tiết độ sứ Bùi Cừ (裴璩) tập hợp binh sĩ và thoạt đầu từ chối giao chiến với Vương Dĩnh. Thay vào đó, Bùi Cừ bí mật chiêu dụ thủ hạ của Vương Dĩnh là Chu Thật (硃實) và phong Chu Thật là 'kim ngô tướng quân'. Chu Thật cùng 6.000-7.000 người đầu hàng, khiến lực lượng của Vương Dĩnh bắt đầu li tán. Vương Dĩnh đem dư chúng trở về Minh châu, song bị Dũng Kiều  trấn át sứ Lưu Cự Dung (劉巨容) dùng 'đồng tiễn xạ' (筒箭射) bắn chết, cuộc nổi dậy của ông kết thúc.